# Розмахова, Анна Васильевна
Анна Васильевна Розмахова (род. 1928) — свинарка, Герой Социалистического Труда (1966).
С 1947 г. работала в совхозе Ворсино Боровского района Калужской области. Свинарка, с 1954 г. — бригадир свинофермы.
В 1966 г. удостоена звания Героя Социалистического Труда.
Делегат XXV съезда КПСС. В 1976 г. избиралась депутатом Верховного Совета РСФСР.